# Афионкарахисар
Афионкарахисар (на турски: Afyonkarahisar, кратка форма Афион) е град в Република Турция, център на вилает Афионкарахисар. Населението на града е около 160 000 жители (2000).

## История
При избухването на Балканската война в 1912 година четирима души от Афионкарахисар са доброволци в Македоно-одринското опълчение.
Градът е едно от местата, където в древността се е отглеждал и култивирал опиумен мак, откъдето идва и краткото му име.

## Личности
Родени
- Нургюл Йешилчай (р. 1976), турска киноактриса